# Damocles

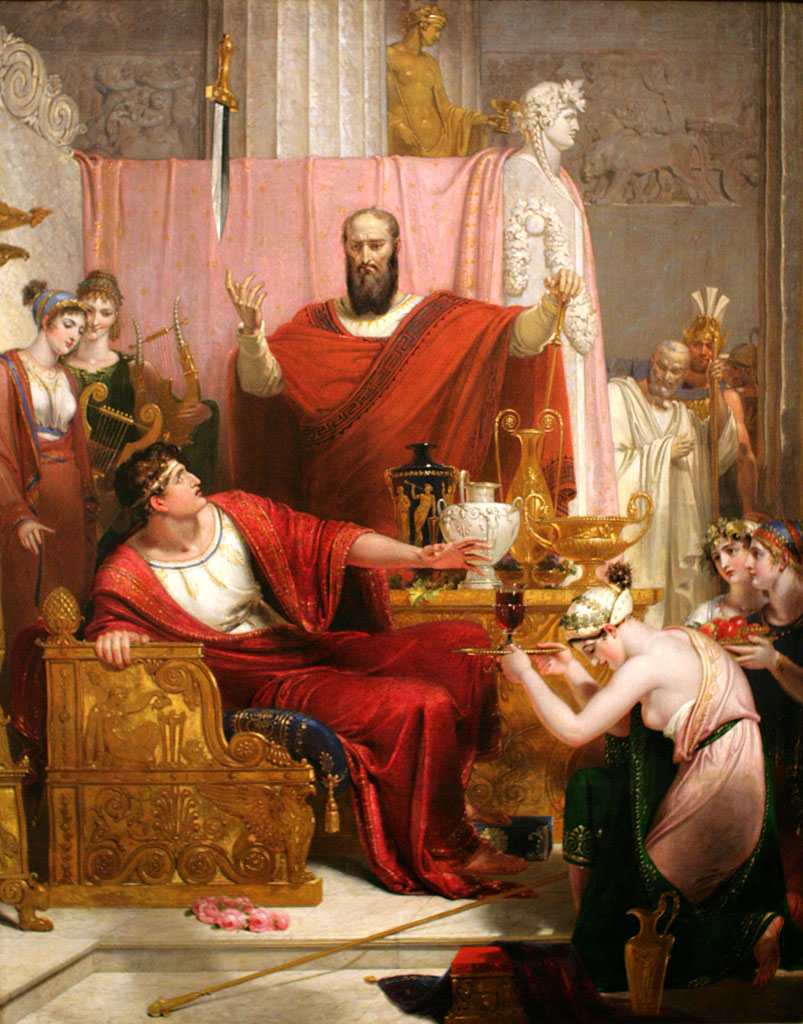
Sabia lui Damocles, de, 1812

Damocles sau Damocle (în greacă: Δαμοκλῆς, Damokles) este un personaj ce a devenit celebru în urma răspândirii anecdotei cunoscută sub numele „Sabia lui Damocles”  care aparține culturii clasice grecești. Personajul aparține mai degrabă legendei decât mitologiei grecești. Anecdota se pare că figurează în istoria pierdută a Siciliei a lui Timaeus of Tauromenium⁠(d) (c. 356–260 BC).Oratorul roman Cicero se poate să o fi citit în Diodorus Siculus folosindu-se de ea în  Tusculan Disputations⁠(d), V. 61–2,  de unde a și ajuns în cultura europeană.

## Sabia lui Damocles
Damocles din anecdotă era un slujitor de la curtea lui Dionisos al II-lea al Siracuzei⁠(d), un tiran al Siracuzei, Italia din secolul al IV-lea î.Hr. Încercând sa-și lingușească regele, Damocles a exclamat în fața acestuia ca Dionisos este extrem de norocos să aibă atâta putere și autoritate și să fie înconjurat  de atâta măreție. Pentru a-i arăta că există și un revers al medaliei, Dionisos se oferă sa facă schimb cu Damocles pentru ca acesta să poată experimenta el însuși acest mare privilegiu de a fi rege. Damocles acceptă repede și cu lăcomie propunerea regelui. Damocles se așează pe tronul regelui înconjurat de un întreg lux, dar Dionisos  aranjează ca o sabie imensă să fie agățată deasupra tronului al cărei mâner atârna doar de un fir de păr din coada unui cal. Damocles sfârșește rugându-l pe despot să fie scutit de această experiență deoarece nu își mai dorește să fie atât de norocos.
Dionisos a reușit sa transmită prin această parabolă starea constantă de teamă, datorată responsabilităților și riscurilor, în care marii oameni trăiesc. Cicero s-a folosit de această poveste punând-o la sfârșitul unei serii de exemple contrastante pentru a sublinia concluzia celei de a cincea sale cărți din seria Disputelor (Tusculanae Disputationes⁠(d)) în care tema principală era că virtutea este suficientă unui om pentru o viață fericită.  Cicero întreabă retoric: 
„Oare nu a arătat Dionisos suficient de limpede că o persoană asupra căreia teama plutește oricând, nu poate fi fericită? ”

## În cultură, artă și literatură
Sabia lui Damocles este așadar o aluzie  frecvent folosită  la acestă povestire care arată  pericolul iminent și întotdeauna prezent în care se află cei care dețin funcții de putere. În sens mai larg este folosită pentru a arată riscurile situațiilor limită, în mod special atunci cand o simplă decizie poate avea urmări dramatice. Shakespeare în Henric al IV-lea dezvoltă această temă: “Nesigur doarme capul ce poartă o coroană”, aducând exemple elene și romane ce scot în evidență capriciile de care dau dovadă  zeițele Tyche și Fortuna.
Poetul roman al primului secol după Hristos,Horațiu, face de asemenea aluzie la sabia lui Damocles în Poemul 29 a celei de a trei cărti a Odelor, în care laudă virtuțile unei vieți simple, rustice, în comparație cu aceea a unei poziții de putere care este însoțită de mii de amenințări și griji. În această chemare adresată prietenului și protectorului său, Gaius Mecenas, Horațiu descrie Siculae dapes sau "Sărbătorile siciliene" ca nemaiaducând nici o plăcere unui om "deasupra capului căruia atârnă o sabie (destrictus ensis)”.
Fraza de asemenea a ajuns sa fie folosită pentru descrierea oricarei situații cu un posibil sfârșit tragic, în mod special când pericolul este iminent – indiferent dacă cei vizați au putere de decizie sau nu. Președintele american John F. Kennedy compară omniprezenta amenințare nucleară cu o sabie a lui Damocles atârnând deasupra umanității.